# 欧德吕克
欧德吕克（法語：Audruicq，法語發音：[odʁɥik]）是法国上法蘭西大區加来海峡省的一个市镇，属于圣奥梅尔区。

## 地理
欧德吕克（50°52'45"N, 2°4'50"E）面积14.44 平方千米，位于法国上法蘭西大區加来海峡省，该省份为法国北部沿海省份，西北濒北海，南至索姆省，东临北部省。
与欧德吕克接壤的市镇（或旧市镇、城区）包括：旧埃格利斯、诺尔凯尔克、新埃格利斯、波兰科沃、圣福尔坎、圣玛丽凯尔克、圣奥梅尔卡佩勒、聚凯尔克。

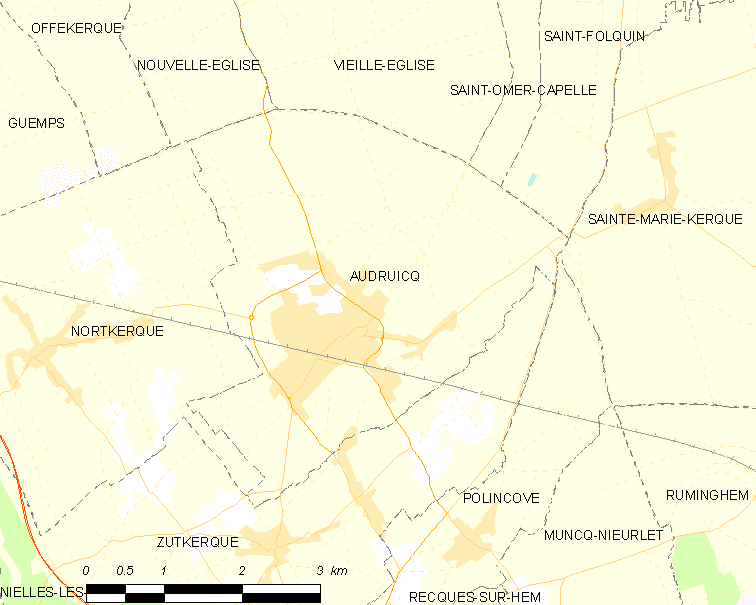
欧德吕克的OSM定位图

欧德吕克的时区为UTC+01:00、UTC+02:00（夏令时）。

## 行政
欧德吕克的邮政编码为62370，INSEE市镇编码为62057。

## 政治
欧德吕克所属的省级选区为马克县。

## 人口

1962-2008年间欧德吕克人口变化图示

欧德吕克于2022年1月1日时的人口数量为5349人。